# فرودگاه استیجاری مانماوث
فرودگاه مانموث اگزکیوتیو (به انگلیسی: Monmouth Executive Airport) یک فرودگاه همگانی بهره‌برداری هوایی با کد یاتا BLM است که یک باند فرود آسفالت دارد و طول باند آن ۱۱۳۰ متر است. این فرودگاه در کشور ایالات متحده آمریکا قرار دارد و در ارتفاع ۴۸ متری از سطح دریا واقع شده‌است.